# Philippe Cayla

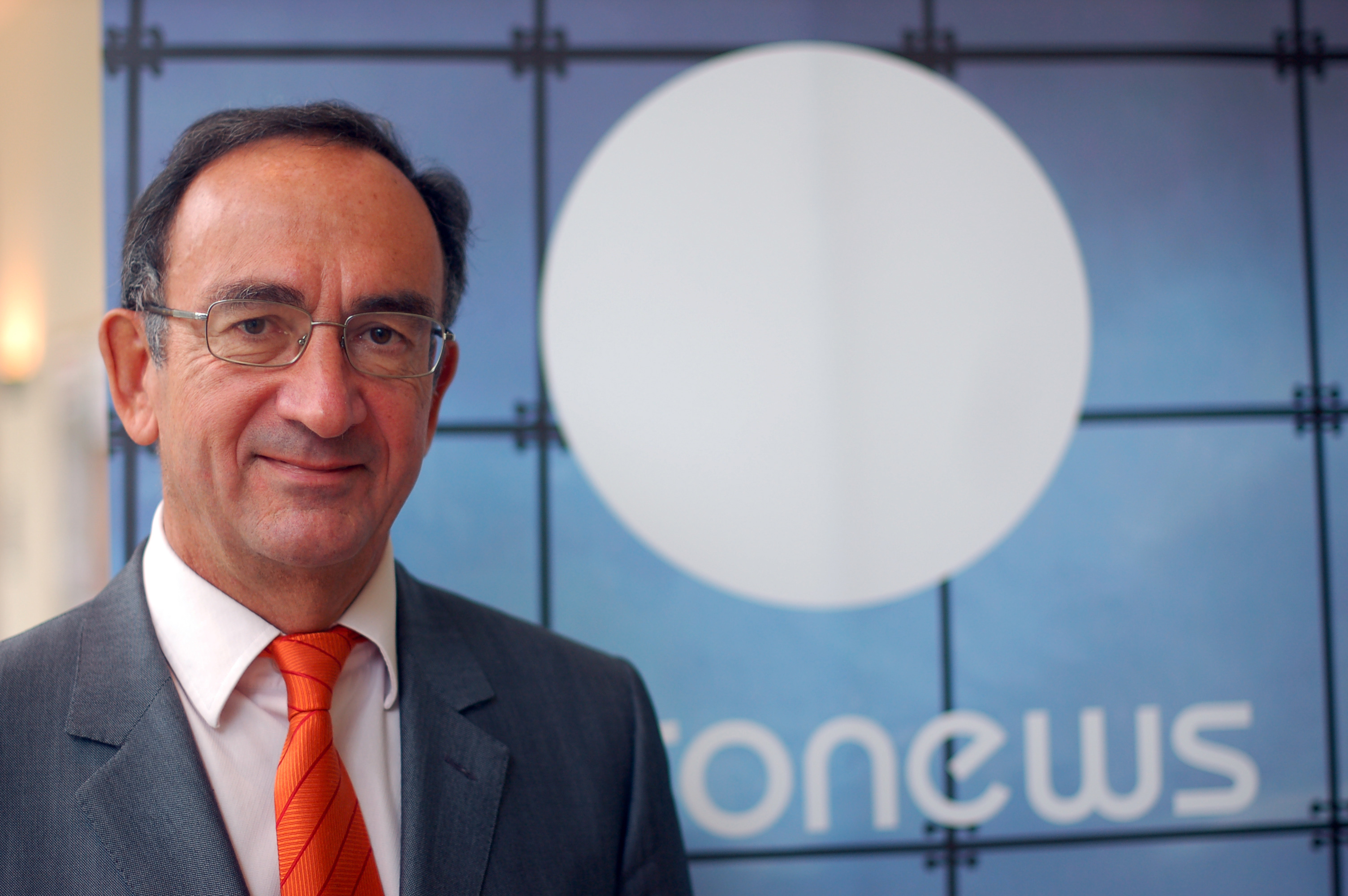
Philippe Cayla 2011

Philippe Cayla (* 1949) leitete von 2003 bis Ende 2011 den Fernsehsender Euronews. Er absolvierte die École des Mines de Paris, das Institut d’études politiques de Paris und die École nationale d’administration.
Er war zunächst Beamter im französischen Außenhandelsministerium, dann technischer Berater des französischen Ministers für Außenhandel, Michel Jobert.
Von 1985 bis 1992 war Cayla, der neben Französisch und Deutsch noch vier weitere Sprachen beherrscht, Direktor und stellvertretender Geschäftsführer bei Matra Marconi Space. 1993 wurde er Mitarbeiter bei Eutelsat, 2000 bei France Télévisions. Von 2003 bis 2011 war Cayla Vorstandsvorsitzender der Fernsehsenders Euronews und ab 2011 Präsident von Euronews Development sowie Mitglied des Euronews-Aufsichtsrates.
Er ist verheiratet mit Véronique Cayla, Präsidentin von arte, und Vater von zwei Kindern.